# Chiara Ferragni
Chiara Ferragni (wym. ˈkjaːra ferˈraɲɲi; ur. 7 maja 1987 w Cremonie) – włoska bizneswoman modowa i influencerka, założycielka i autorka bloga The Blonde Salad. 
Współpracowała z markami z segmentu mody i urody, takimi jak Tod’s i Pantene. We wrześniu 2017 została sklasyfikowana na pierwszym miejscu zestawienia najbardziej wpływowych influencerów branży modowej sporządzonego przez amerykańskie czasopismo „Forbes”.

## Życiorys

### Młodość
Jest córką Marco Ferragniego, lombardzkiego dentysty i mającej sycylijskie korzenie pisarki Mariny Di Guardo.

### Kariera
W październiku 2009 założyła blog modowy The Blonde Salad. W 2010 roku wystąpiła w charakterze jednego z prezenterek podczas ceremonii wręczenia muzycznych nagród TRL Awards. Wystąpiła gościnnie w programie rewiowym Chiambretti Night. W związku z premierą francusko-włoskiego filmu Habemus Papam: mamy papieża (2011) pojawiła się na czerwonym dywanie podczas Festiwalu Filmowego w Cannes. W marcu 2011 roku „New York” uznał ją za „jedną z największych gwiazd roku przełamujących styl uliczny”.
W 2011 roku została określona jako Blogger of the Moment (bloger chwili) przez redakcję czasopisma „Teen Vogue”. Od tego czasu liczba odwiedzających (unikalnych użytkowników) jej blog wzrosła do ponad 1 mln oraz 12 mln odsłon miesięcznie. W tym okresie była studentką prawa na Uniwersytecie Bocconi, jednak nie ukończyła tych studiów. W listopadzie 2013 roku pozowała dla amerykańskiej marki Guess; materiał został później wykorzystany w kampanii reklamowej. W grudniu 2013 roku opublikowała e-booka pt. The Blonde Salad. W tym samym miesiącu, w ramach współpracy ze Steve’em Maddenem, miała zaprojektować kolekcję kilku par butów na sezon wiosenny 2014 roku. W sierpniu 2014 roku gościnnie jurorowała w amerykańskim programie telewizyjnym Project Runway.
W 2014 roku działalność biznesowa miała przynieść jej dochód brutto w wysokości ok. 6 mln EUR (głównie za sprzedaż kolekcji obuwia Chiara Ferragni Collection). W styczniu 2015 roku jej blog i linia butów (Chiara Ferragni Collection) stały się tematem studium przypadku w amerykańskiej Harvard Business School. W 2015 roku sylwetka Ferragni pojawiła się na okładce kwietniowego numeru „Vogue España”; był to pierwszy przypadek, gdy wizerunek blogerki modowej zdobił okładkę którejkolwiek z międzynarodowych edycji czasopisma „Vogue”. Do 2016 roku jej twarz zdobiła 55 okładek czasopism. W styczniu 2016 roku marka Pantene ogłosiła, że Ferragni została ich nową globalną ambasadorką. We wrześniu 2016 roku amerykańskie przedsiębiorstwo Mattel, Inc. wprowadziło na rynek lalkę Barbie będącą zminiaturyzowaną wersją Ferragni (ubraną w biały t-shirt, czarną kurtkę skórzaną i spodnie jeansowe).
W lipcu 2017 roku miała 10 mln fanów na Instagramie. Dzięki jej powszechnej popularności może zarobić nawet blisko 12 tys. dol. za sponsorowany post na Instagramie. W tym samym roku zaprojektowała kostiumy, które wykorzystano podczas czwartej edycji przedstawienia Intimissimi on Ice: A Legend of Beauty, które odbyło się w amfiteatrze w Weronie. Ponadto w Mediolanie otworzyła swój pierwszy sklep. W maju 2018 roku czasopismo „Footwear News” określiło Ferragni jako jedną z „najbardziej wpływowych mam w przemyśle modowym”.

## Wyróżnienia
We wrześniu 2014 roku jej blog The Blonde Salad po raz trzeci z rzędu wygrał w kategorii Best Personal Style w corocznym konkursie prowadzonym na stronach platformy Bloglovin’.
Od 2013 do 2018 roku nazwisko Ferragni plasowało się na liście 500 najbardziej wpływowych ludzi mody (BoF 500) publikowanej na internetowym blogu The Business of Fashion. W 2015 roku znalazła się w zestawieniu amerykańskiego czasopisma „Forbes” 30 Under 30. W tym samym roku wygrała w kategorii Blogger of the Year w konkursie przeprowadzonym przez platformę internetową Bloglovin’. W 2016 roku, w tym samym konkursie, zwyciężyła w kategorii Lifetime Achievement.

## Kontrowersje
W 2023 została ukarana grzywną w wysokości ponad 1 mln euro za wprowadzanie w błąd konsumentów, ponieważ przy reklamie swoich wypieków zapewniała o przekazaniu zysków ze sprzedaży na cele dobroczynne, co nie miało pokrycia z rzeczywistością. W wyniku kontrowersji część firm zerwało kontrakty z Ferragni.

## Życie prywatne
W maju 2017 zaręczyła się z raperem Fedezem podczas jego koncertu w Weronie. Pobrali się 1 września 2018 w Noto na Sycylii. Mają dwoje dzieci: syna Leone (ur. 19 marca 2018) i córkę Vittorię (ur. 23 marca 2021). Mieszkają w Mediolanie.